# 双刃隙蛛
双刃隙蛛（学名：Coelotes bicultratus）为暗蛛科隙蛛属的动物。在中国大陆，分布于湖北等地。该物种的模式产地在湖北武当山。